# Frank-Christian Hansel

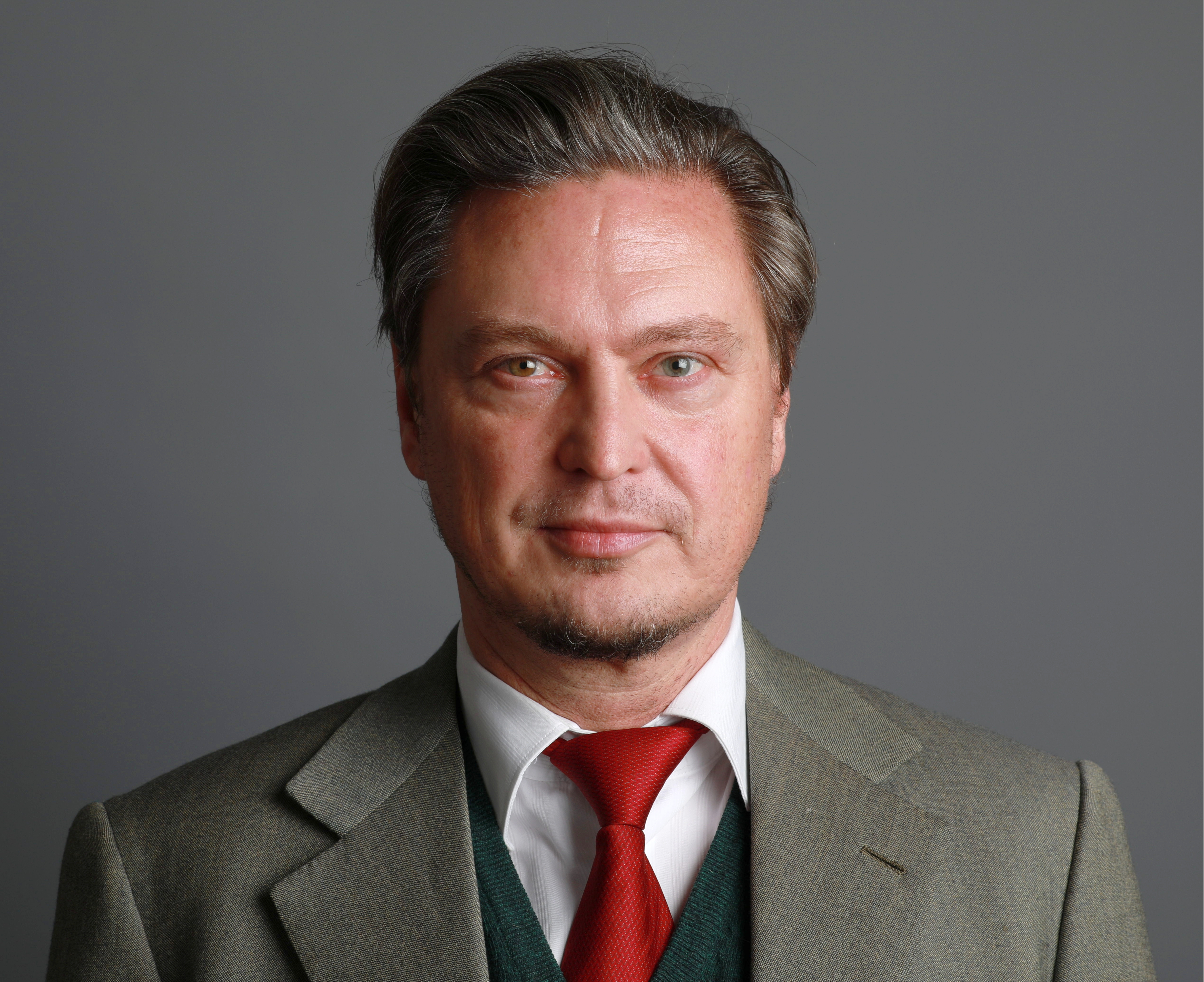
Frank-Christian Hansel (2017)

Frank-Christian Hansel (* 19. November 1964 in Wiesbaden) ist ein deutscher Politiker (AfD) und Unternehmensberater. Seit 2016 ist er Mitglied des Abgeordnetenhauses von Berlin.

## Leben
Hansel studierte Politische Wissenschaften, Philosophie und Lateinamerikanistik in München und Berlin. Nach der Wende war Hansel Leiter des Büros des Chefs der Kanzlei des Magistrats von Berlin im Berliner Rathaus und wechselte im Jahr 1991 zur Treuhandanstalt Berlin. Im Jahr 1995 gründete er das Unternehmen CubaCon, mit dem er deutsche Unternehmen in Kuba und Lateinamerika beriet und mehrere Deutsch-Kubanische Wirtschaftstage in Berlin veranstaltete, die unter Leitung des damaligen BDI-Präsidenten Hans-Olaf Henkel und dem Investitionsminister der Republik Kuba Ibrahim Ferradáz García im Ludwig-Erhard-Haus unter Schirmherrschaft des damaligen Bundeswirtschaftsministers Werner Müller stattfanden. In den Jahren 2002 bis 2012 war Hansel Deutschland-Geschäftsführer und von 2013 bis Januar 2015 Liquidator der spanischen Immobilien-AG Metrovacesa.

## Politik
Hansel war Anfang der 1990er Jahre Mitglied der SPD. Im Jahr 2013 war er Gründungsmitglied der AfD Berlin und ihr erster Schatzmeister. Von Oktober 2013 bis November 2014 war er Bundesgeschäftsführer der AfD und zwischenzeitlich Geschäftsführer der AfD-Fraktion im Landtag Brandenburg. Bei der Wahl zum Abgeordnetenhaus von Berlin 2016 zog Hansel als Abgeordneter in das Abgeordnetenhaus von Berlin ein. Bei der Abgeordnetenhauswahl 2021 und der Wiederholungswahl 2023 konnte er seinen Sitz im Abgeordnetenhaus verteidigen. Hansel war lange Jahre Schatzmeister der AfD Berlin. Er gilt als Vertreter des liberalen Flügels.
In einer Plenardebatte im November 2017 zum Flughafen Berlin Brandenburg sorgte Hansel für einen Eklat, als er nach Redebeiträgen von Grünen, CDU und SPD sagte, diese seien nach dem Motto „Pack verträgt sich, Pack schlägt sich“ vorgetragen worden. Das von Hansel genutzte Sprichwort, das gemäß Duden bedeutet, dass bei Menschen ohne Ehrgefühl Auseinandersetzungen und Streitereien nicht ernst zu nehmen sind, sorgte für Empörung.
Kurz vor dem Rücktritt André Poggenburgs als Landes- und Fraktionsvorsitzender der AfD Sachsen-Anhalt im März 2018 forderte Hansel: „Wir müssen bestimmte Leute, die immer wieder querschießen, aus der Partei schmeißen.“ Sonst ließen sich keine bürgerlichen Mehrheiten organisieren. Man wolle sich die Partei nicht kaputtmachen lassen.
Hansel nahm Anfang September 2018 neben etlichen anderen AfD-Politikern an einem „Schweigemarsch“ in Chemnitz zusammen mit Pegida-Gründer Lutz Bachmann teil. Ein Bundeskonvent der AfD war auf seinen Antrag hin verkürzt worden, damit Parteimitglieder zu dieser Kundgebung nach Chemnitz reisen konnten. Ebenfalls im September 2018 erregte er Aufsehen mit einer Gegenaktion zu einem Satirevideo des Künstlers Christian Brandes, die zu antisemitischen Beschimpfungen und Morddrohungen gegen den Künstler und seine Familie führten. Brandes, Künstlername Schlecky Silberstein, hatte zuvor für die satirische Online-Show Bohemian Browser Ballett des SWR in Berlin-Lichtenberg eine Parodie auf die rechtsradikalen Aufmärsche und Ausschreitungen in Chemnitz am 27. August 2018 gedreht.

## Schriften
- Denken nach Hegel. In: Der Einzige. Vierteljahresschrift des Max-Stirner-Archivs Leipzig, Heft 3/4 (35/36), August/November 2006, S. 13–38.
- Stirner – eine postmoderne Revolution. In: Der Einzige. Jahrbuch der Max-Stirner-Gesellschaft. Band 1 (2008), S. 79–98.
- „Wie hast Du’s mit der Religion?“ In: Der Einzige. Jahrbuch der Max-Stirner-Gesellschaft. Band 2 (2009), S. 62–84.
- Ich will bloß ich sein – eine philosophische Reflexion auf uns Einzige. In: Der Einzige. Jahrbuch der Max-Stirner-Gesellschaft, Band 2 (2009), S. 251–252.
- Dialektik der Abklärung. Passagen-Verlag, Wien 2009 (Grundrisse einer nachkritischen Theorie, Band I)

## Privates
Hansel lebt offen homosexuell in Berlin.